# Neopromachus iuxtavelatus
Neopromachus iuxtavelatus är en insektsart som beskrevs av Günther 1937. Neopromachus iuxtavelatus ingår i släktet Neopromachus och familjen Phasmatidae. Inga underarter finns listade i Catalogue of Life.